# Boeing EC-135
Die Boeing EC-135 ist eine Variante des militärischen Transportflugzeugs C-135 mit spezieller elektronischer Ausrüstung. Die United States Air Force (USAF) setzte sie von 1961 bis 2003 für verschiedene Zwecke ein. Unter anderem nutzte das Strategic Air Command (SAC) sie als luftgestützten Kommandoposten und fliegendes Funkrelais. Die NASA verwendete die EC-135 zur Beobachtung und zur Datenübertragung zwischen Raumfahrzeugen und Bodenstationen.
Nur die EC-135C waren neu gebaute Flugzeuge, wenn auch unter abweichender Bezeichnung. Alle übrigen EC-135 sind umgerüstete Transporter C-135 und Tanker KC-135.

## Varianten

### Überblick
- EC-135A: Zu luftgestützten Kommandozentralen des Strategic Air Command umgebaute KC-135A; 14 Stück ab 1964
- EC-135B: C-135B mit ARIA-Ausstattung; 2 Stück ab 1979
- EC-135C: luftgestützte Kommandozentralen des SAC; umbenannte KC-135B, 17 Stück ab 1965
- EC-135E: modernisierte EC-135N; 4 Stück ab 1982
- EC-135G: luftgestützte Kommandozentralen mit erweiterter Technik; 4 Stück ab 1965
- EC-135H: luftgestützte Kommandozentralen für den europäischen und atlantischen Kommandobereich der US-Streitkräfte; 5 Stück ab 1966
- EC-135J: Notfall-Befehlszentrale für die US-Regierung und später Kommandozentrale für den pazifischen Bereich; 4 Stück ab 1966
- EC-135K: luftgestützte Kommandozentralen des Tactical Air Command (TAC); 3 Stück ab 1961
- EC-135L: luftgestütztes Funkrelais; 8 Stück ab 1965
- EC-135N: ehemalige C-135A für Raumfahrt-Telemetrie (ARIA); 8 Stück ab 1966
- EC-135P: luftgestützte Kommandozentralen des pazifischen Bereichs; 5 Stück ab 1967
- EC-135Y: luftgestützte Kommandozentrale des Central Command; 1 Stück ab 1983

### EC-135A, -C und -G
Ursprung
1960 begann die US-Luftwaffe, fünf KC-135A Stratotanker testweise in fliegende Befehlszentralen (Airborne Command Post, ACP) für das Strategic Air Command (SAC) umzurüsten. Mit ihrer Hilfe sollten seine Bomber und Interkontinentalraketen auch dann noch einsatzbereit sein, wenn die herkömmlichen Kommunikationseinrichtungen und Befehlszentralen am Boden bereits durch einen Angriff zerstört sind. Die Maschinen erhielten eine Betankungsanlage, um die Einsatzdauer verlängern zu können. Auf dem Hauptdeck entstand ein Abteil mit Kommunikationsgeräten und einem Tisch für Besprechungen, an der Außenseite wurden zusätzliche Antennen angebracht. Das Gesamtsystem bezeichnete das SAC auch als Post Attack Command and Control System (PACCS). Solange die ACPs nicht für bestimmte Einsätze vorgesehen waren, lautete ihr allgemeiner Einsatzname beim SAC Cover All.
Looking Glass

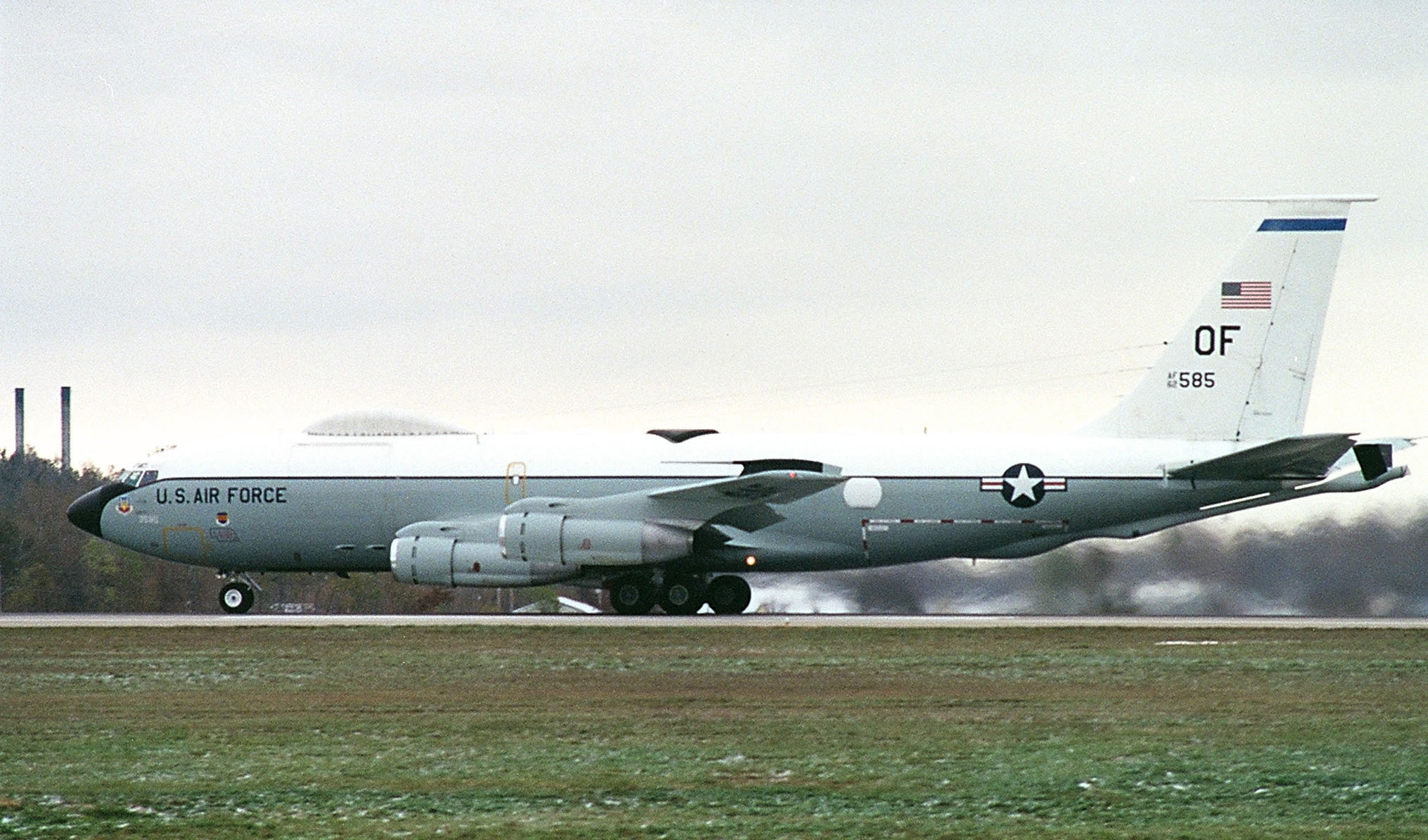
Eine EC-135C (62-3585) des 7th ACCS, Offutt Air Force Base, mit MILSTAR-Ausrüstung

Im Februar 1961 begannen die fliegenden Befehlszentralen des SAC mit regelmäßigen Einsätzen unter dem Namen Looking Glass. Bis Ende 1962 wuchs die Flotte auf 16 Stück. Gleichzeitig orderte die USAF 17 neue Flugzeuge für diesen Zweck, die Boeing von 1963 an als KC-135B baute und von Februar 1964 bis Februar 1965 auslieferte. Diese Kommandoposten der zweiten Generation hatten verglichen mit der älteren Version über leistungsfähigere Turbofantriebwerke des Typs Pratt & Whitney TF33-P-9, zusätzliche Drahtantennen für Längstwellenfunk und modernisierte Kommunikationstechnik. Auch sie konnten in der Luft betankt werden.
Wegen ihrer speziellen Rolle erhielten die ACPs ab 1964 neue Bezeichnungen. Die KC-135A mit dem Kennzeichen 62-3579 wurde am 2. September 1964 als erste in EC-135A umbenannt. Zum 1. Januar 1965 erhielten fast alle auf der KC-135A beruhenden Kommandoposten der ersten Generation diese Bezeichnung, die KC-135B hießen von nun an EC-135C. Nach der Indienststellung der neueren Version dienten die EC-135A als Reservemaschinen und unter anderem als fliegende Relaisstation für militärischen Funkverkehr. Von 1965 bis 1967 wurden drei KC-135A-Kommandoflugzeuge und eine EC-135A in EC-135G umgebaut. Sie unterschieden sich von den übrigen EC-135A durch modernere Elektronik und konnten zusätzlich als Funkrelais genutzt werden. Die Tankanlage einschließlich Teleskopausleger blieb bei all diesen Maschinen erhalten und wurde regelmäßig zum Training oder für Notfälle benutzt. Anfang 1990 rüstete die Air Force vier EC-135C durch das Programm Pacer Link mit einer Anlage zur Satellitenkommunikation aus, äußerlich erkennbar an einem Höcker auf dem Rumpf, unter dem sich die Antenne für den MILSTAR-Funk verbarg.
Die Looking-Glass-Missionen bestanden aus Achtstundenschichten. Konnte die Ablösung aufgrund schlechten Wetters oder wegen technischer Probleme nicht stattfinden, verlängerte sich der Einsatz eines ACP um weitere acht Stunden. Bei Bedarf wurde in der Luft nachgetankt. Die Besatzung bestand neben der eigentlichen Flugzeugbesatzung (Pilot, Copilot, Navigator, Auslegerbediener) aus weiteren 10 bis 14 Mitgliedern, darunter ein SAC-Befehlshaber (oft ein General, mindestens aber ein Oberst), stellvertretender Einsatzleiter, Spezialisten für Nachrichtendienst, Datenverarbeitung und Wetter sowie mehrere Funktechniker. Die USAF stationierte die EC-135 zunächst in Andrews Air Force Base (Maryland), Barksdale AFB (Louisiana), March AFB (Kalifornien), Offutt AFB (Nebraska) und Westover AFB (Massachusetts). Waren sie zuerst noch bestehenden Tanker- und Aufklärungseinheiten zugeordnet, gründete das Strategic Air Command zum 1. April 1970 eigenständige Staffeln für die PACCS-Flugzeuge, die Airborne Command and Control Squadrons (ACCS) und verteilte sie auf verschiedene weitere Stützpunkte der USA.
Vom 3. Februar 1961 bis zum 24. Juli 1990 befand sich ständig eine solche Looking-Glass-Maschine in der Luft. Nur zweimal, 1963 und 1972, wurde die Mission für längstens 20 Minuten unterbrochen, als jeweils ein erkranktes Besatzungsmitglied abgesetzt werden musste. Zumindest in den zwei Jahren bis zur Auflösung des Strategic Air Command am 1. Juni 1992 startete nur noch ein Einsatz pro Tag. Vier EC-135C legte die Luftwaffe 1992 und 1993 still und lagerte sie im 309th Aerospace Maintenance and Regeneration Group (AMARG) ein. Rund ein halbes Dutzend blieb noch bis Ende der 1990er-Jahre beim 7th ACCS des Air Combat Command in Offutt zur Unterstützung des United States Strategic Command im Dienst. Ab dem 1. Oktober 1998 übernahmen die Boeing E-6 TACAMO der US-Marine die Looking-Glass-Einsätze. Die MILSTAR-Ausrüstung wurde aus den EC-135C aus- und in die E-6A eingebaut, die daraufhin die Bezeichnung E-6B erhielten.
Weitere Verwendung

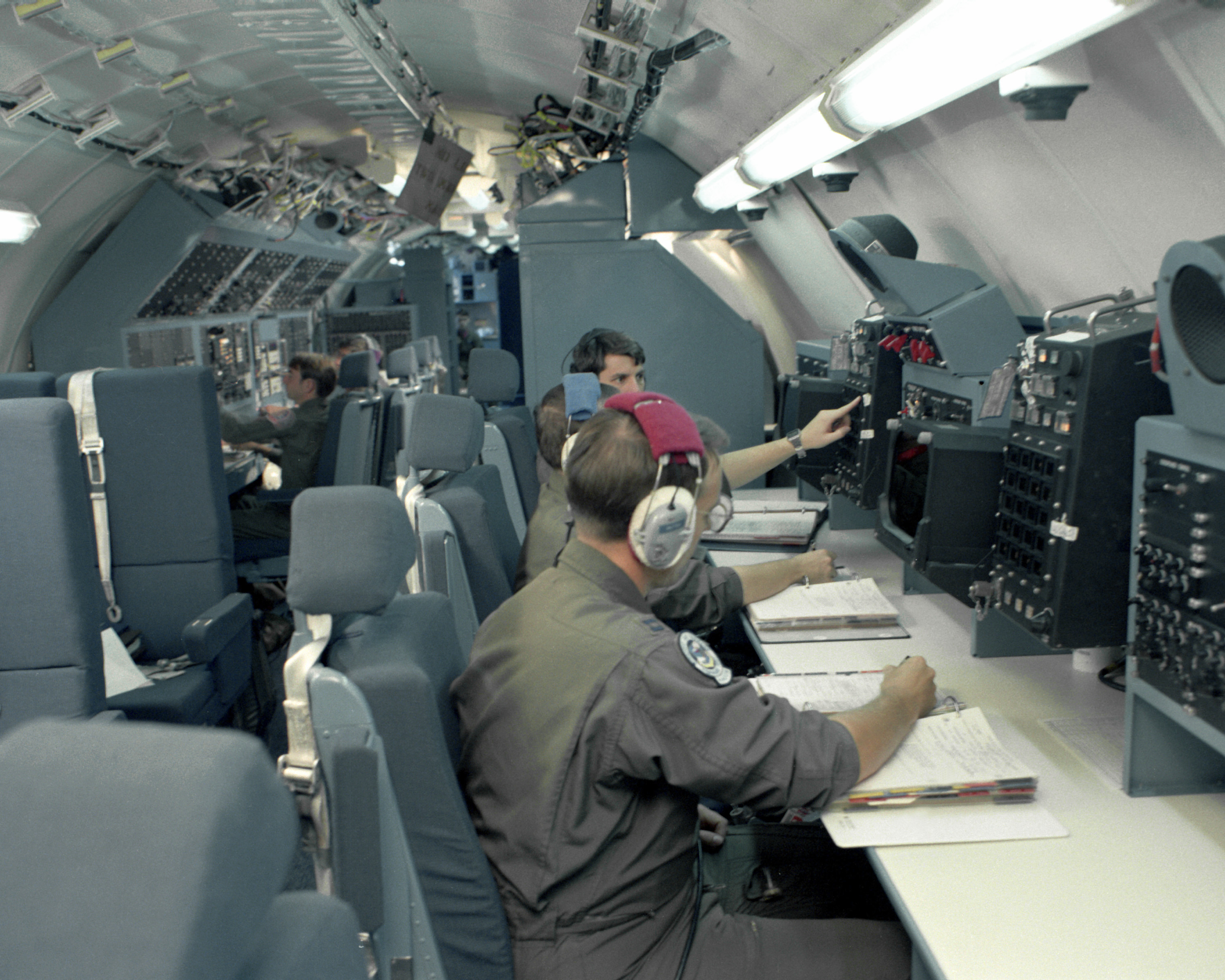
Inneneinrichtung einer EC-135 als Airborne Launch Control Center

Eine weitere Besonderheit der EC-135C, EC-135G und einiger EC-135A war die Möglichkeit, von Bord aus ferngesteuert Starts von Interkontinentalraketen auszulösen, falls die Startzentralen am Boden etwa durch einen gegnerischen Angriff zerstört worden wären. Diese Airborne Launch Control Center (ALCC) waren am 31. Mai 1967 offiziell einsatzbereit. Während des Kalten Krieges hätten im Krisenfall zwei bis drei ALCCs über den Raketensilo-Feldern der USA gekreist und auf den Befehl gewartet, die Minuteman oder Peacekeeper zu starten.
Die EC-135C waren auch dafür ausgerüstet, im Ernstfall den Präsidenten, seinen Stellvertreter und den Verteidigungsminister (National Command Authority) an Bord zu nehmen. Sie fungierten als National Emergency Airborne Command Post (NEACP), also als Befehlszentrale für den Fall des Ausnahmezustands (state of emergency). Dafür hatten die Maschinen zusätzliche Funkgeräte zur besonders geschützten, verschlüsselten Kommunikation mit anderen Befehlsstellen. Drei dieser Flugzeuge ließ die Luftwaffe ab 1965 zu EC-135J modernisieren.
Eine EC-135C (USAF-Kennzeichen 63-8050) baute die Luftwaffe 1993 für das Air Force Materiel Command zu einem Testflugzeug für Laserwaffensysteme um. Ab 1993 war sie auf der Edwards Air Force Base stationiert. Im Oktober 1996 erhielt sie die Bezeichnung NKC-135B und wurde später auch Big Crow II genannt. Seit Anfang 2006 nennt die USAF sie NC-135E. Ihr Vorderrumpf trägt seither auf der Backbordseite eine komplett schwarze Lackierung, auf die eine weiße Rakete aufgemalt ist. Am Heck dieser „Rakete“ sind starke Licht- und Wärmequellen installiert, die den heißen Rückstoßstrahl einer Rakete simulieren. Von der Kirtland Air Force Base aus soll damit die Zieleinrichtung des Prototyps Boeing YAL-1A Airborne Laser getestet werden.
Eine weitere EC-135C (62-3582) wurde nach 1998 in WC-135C umbenannt und dient der Messung meteorologischer und atmosphärischer Daten. Die übrigen EC-135A und -C ließ die Luftwaffe entweder beim AMARC einlagern oder ebenfalls in andere Varianten umbauen.

### EC-135B, -E und -N ARIA

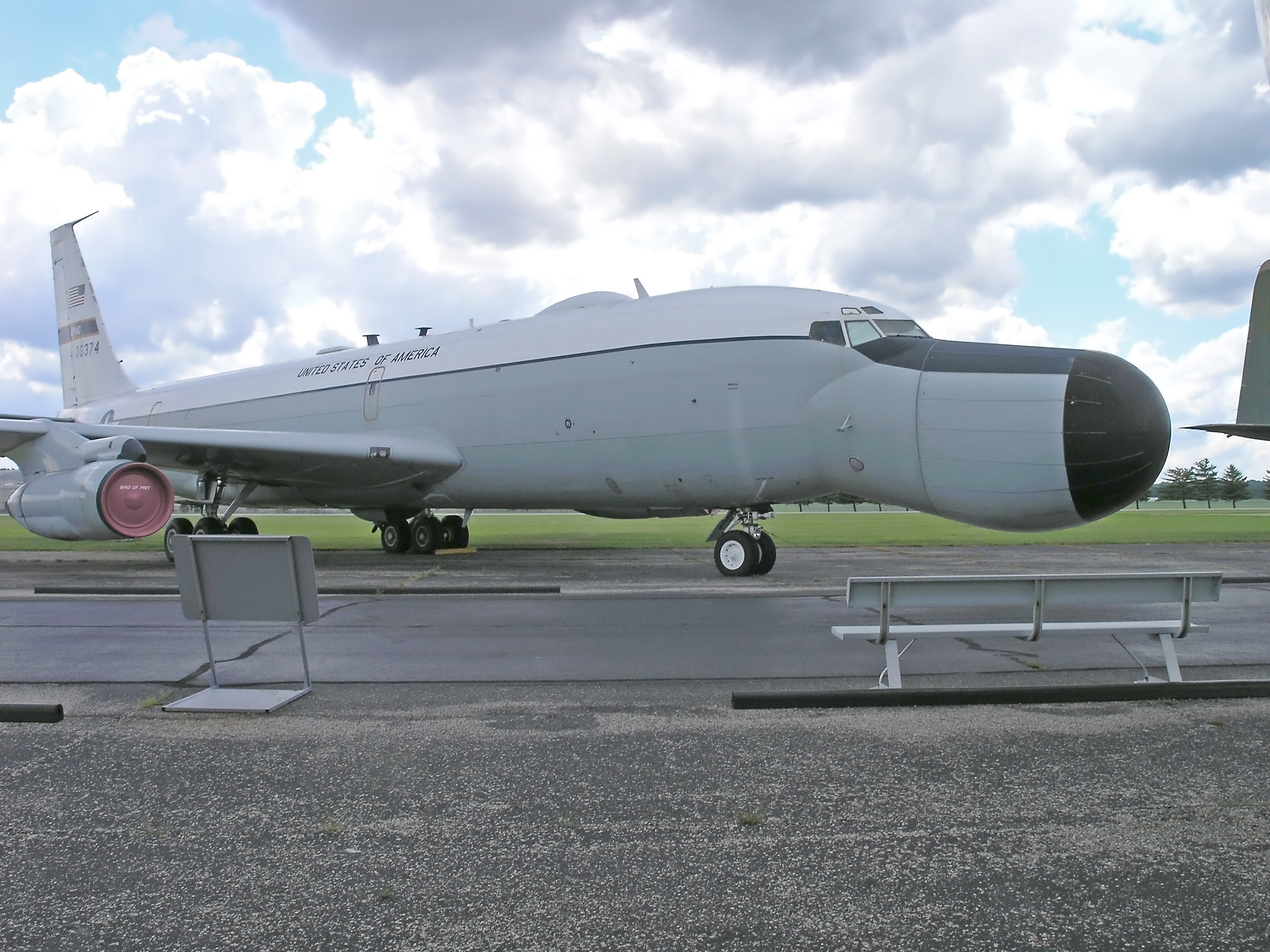
EC-135E ARIA im USAF-Museum

Anfang der 1960er Jahre begannen die US-Weltraumbehörde NASA und das Verteidigungsministerium mit dem Ausbau eines globalen Kommunikationsnetzes zur Unterstützung ihrer Raketen- und Satellitenprogramme, vor allem für die Apollo-Missionen zum Mond. Hierfür sollten Schiffe und Flugzeuge beschafft werden, die die Raumfahrzeuge orten, verfolgen und Sprech- und Datenfunk an das Kontrollzentrum weiterleiten. Die Luftwaffe stimmte im November 1964 zu, für diesen Zweck acht Jet-Transporter C-135A an die NASA weiterzugeben. Die USAF benötigte sie nicht mehr als Frachter, da die neue C-141 Starlifter zunehmend diese Aufgabe übernahm.
Im Rahmen der Pacer Liner genannten Umrüstung baute Douglas ab 1966 die Flugzeugzellen der C-135A um, während Bendix für die technische Ausstattung zuständig war. Die Maschinen erhielten ein großes Bugradom von drei Meter Durchmesser, die Snoopy-Nase. Sie beherbergte die damals größte bewegliche Antenne an Bord eines Flugzeugs, eine um zwei Achsen steuerbare Parabolantenne mit einem Durchmesser von 2,13 m. Sie war optimiert für die Übertragung von Sprechfunk und Telemetriedaten im P- und S-Band. Die über 13 Tonnen schwere Elektronik mit Bedienkonsolen auf dem Hauptdeck bestand aus mehreren Subsystemen: Sende- und Empfangsgeräte für verschiedene Frequenzen für den Kontakt mit Raumfahrzeugen und Bodenstationen, Datenverarbeitungsgeräte, Magnetband-Rekorder, Kameras und eine hochgenaue Rubidiumuhr. Vier Maschinen konnten die erweiterte optische Ausrüstung ALOTS (Airborne Lightweight Optical Tracking System) mitführen. Dafür konnte außen auf der Frachttür am linken vorderen Rumpf eine Kamera angebracht werden, die wegen ihrer stromlinienförmigen Verkleidung und Größe wie ein fünftes Triebwerk aussah. Nach der pro Maschine mindestens vier Millionen US-Dollar teuren Umrüstung bekamen die Flugzeuge die Bezeichnung EC-135N ARIA (für: Apollo Range Instrumentation Aircraft). Der Erstflug fand am 19. September 1966 statt. Die NASA stationierte die ARIAs auf der Patrick Air Force Base in Florida.

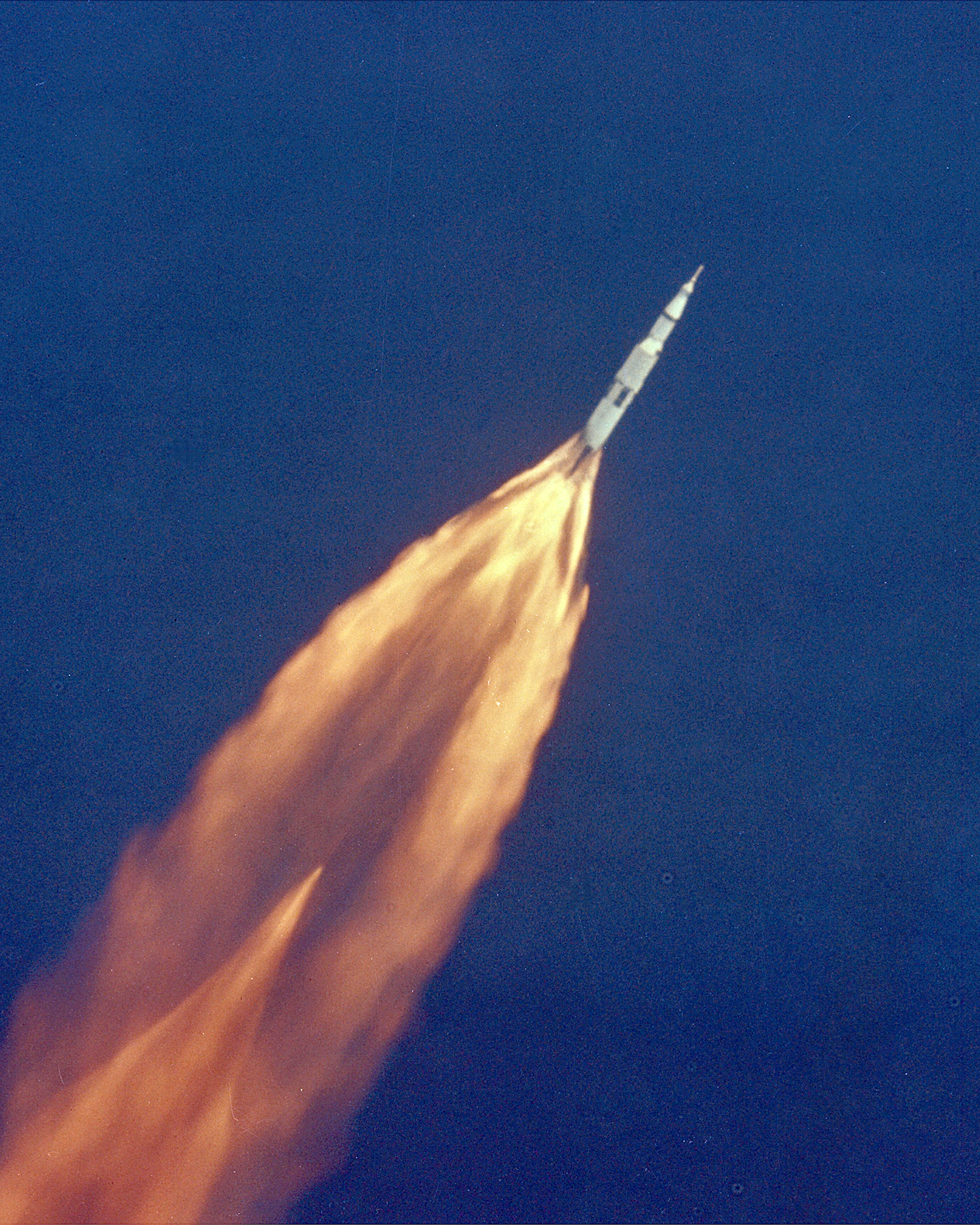
Von einer EC-135N ARIA aus aufgenommenes Foto der Saturn-V-Rakete von Apollo 11

Zum ersten Mal gemeinsam zum Einsatz kamen die acht EC-135N im April 1968 bei Apollo 6. Eine typische ARIA-Mission begann rund eine Woche vor einem geplanten Raketenstart in Florida mit der Verlegung der EC-135 in ihre Einsatzgebiete. Zum Beispiel drei Maschinen zu den Bermudas für den Atlantik, zwei nach Hawaii für den Pazifik, während drei in Florida blieben, um den Golf von Mexiko in der Startphase abzudecken. Mindestens zwei Stunden vor dem Ende des Countdowns, starteten die ersten ARIAs und flogen vorausberechnete Routen ab, um stets eine optimale Funkverbindung sowohl zur Rakete als auch zu Bodenstationen oder Satelliten zu gewährleisten. Die pazifischen ARIAs stellten dann in der Regel nach dem Wiedereintritt der Landekapsel den ersten Funkkontakt zu den Astronauten her, so auch bei der riskanten Rückkehr von Apollo 13. In der Landephase beobachteten die EC-135N die Kapsel und konnten vor allem bei Abweichungen die Bergemannschaften zur Wasserungsstelle lotsen. Die ARIA-Flüge dauerten im Schnitt zehn Stunden. Die Besatzung bestand neben der vierköpfigen Cockpitcrew aus einem Einsatzleiter und 8 bis 18 Technikern.
Nach dem Ende des Apollo-Programms verlegte die Luftwaffe die EC-135N ARIA 1975 zur Wright-Patterson Air Force Base in Ohio und änderte die Bedeutung von ARIA in Advanced Range Instrumentation Aircraft. Die Flugzeuge begleiteten in den Folgejahren etliche zivile und militärische Raketen- und Satellitenprojekte, darunter Pershing, Trident, Landsat und Mars Observer.
Die USAF ließ 1979 bis 1980 zusätzlich zwei C-135B als ARIA ausrüsten. Sie hatten schon vorher an dem ähnlichen Programm TRIA (Telemetry Range Instrumented Aircraft) teilgenommen und brachten daher die markante Snoopy-Nase schon mit. Sie erhielten die Bezeichnung EC-135B. Die erste Maschine mit dem Kennzeichen 62-4128 wurde 1983 weiter umgebaut zur RC-135X Cobra Eye. Die zweite (62-4133) dient seit ihrer Umrüstung 1985 zur TC-135S als Cobra-Ball-Trainer. Die ARIA-Elektronik der beiden EC-135B stammte von zwei EC-135N, die danach zusammen mit einer weiteren zurückgebauten Maschine als C-135N geführt wurden. Vier EC-135N modernisierte die Luftwaffe 1982 mit Turbofantriebwerken des Typs TF33 und hießen seither EC-135E. Zwei davon nahmen ab 1984 als CMMCA (Cruise Missile Mission Control Aircraft) an der Erprobung von Marschflugkörpern wie der AGM-129 teil. Eine EC-135N (61-0327) wurde ab 1985 umgerüstet zu einem Kommandoflugzeug für das Central Command. Sie erhielt neue Triebwerke, einen Tankausleger und eine Tankanlage, um selbst in der Luft betankt werden zu können. Ihre Bezeichnung blieb trotz der Umbauten bei EC-135N. Sie übernahm damit die gleiche Aufgabe wie die EC-135Y. Die Luftwaffe musterte die 61-0327 im Februar 2003 aus.
Außer den EC-135 setzte die NASA ab Anfang der 1980er Jahre auch mehrere umgebaute Boeing 707 mit ARIA-Ausstattung ein, die die Bezeichnung EC-18B trugen. Ab 1994 operierte die ARIA-Flotte von der kalifornischen Edwards Air Force Base aus. Die letzte EC-135 ARIA (60-0374) wurde am 3. November 2000 zum USAF-Museum geflogen, wo sie seither ausgestellt ist. Der letzte ARIA-Flug fand am 24. August 2001 mit einer EC-18B statt.

### EC-135H

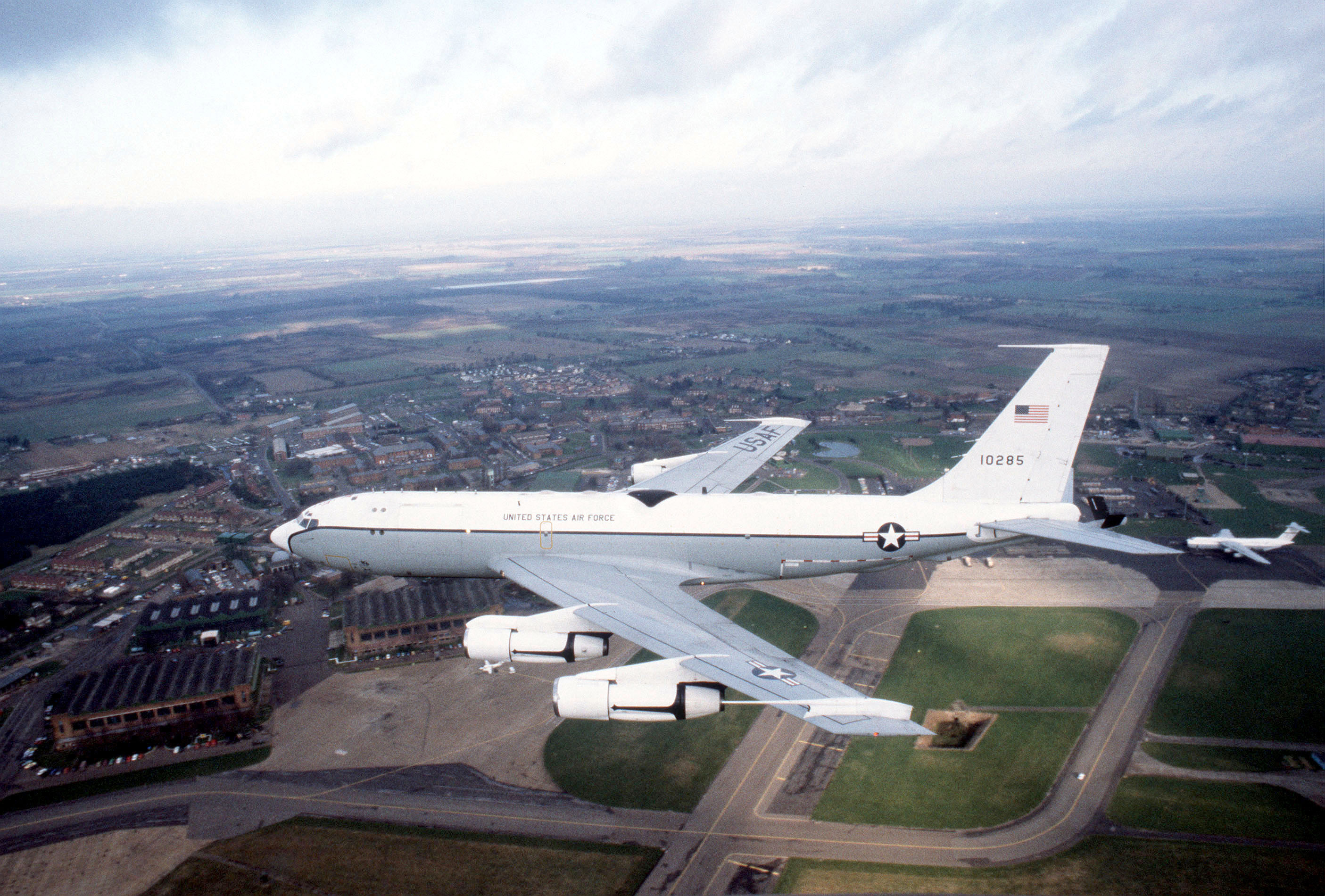
Eine Boeing EC-135H aus Mildenhall, Großbritannien

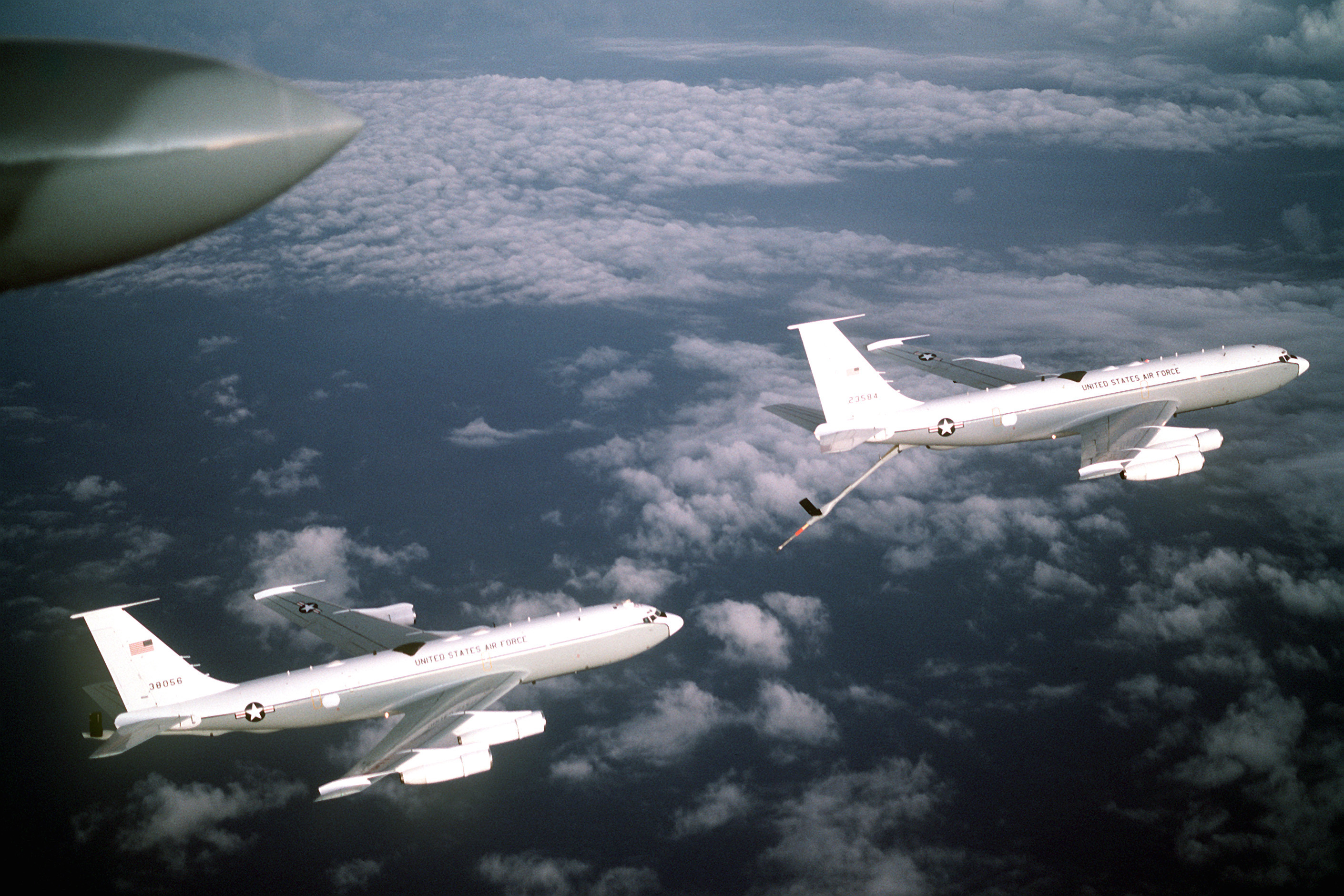
Zwei EC-135J bei der Luftbetankung. Die 62-3584 (rechts) verunglückte am 29. Mai 1992.

In den Jahren 1966 bis 1968 baute Ling-Temco-Vought zwei EC-135A und drei KC-135A zu Befehls- und Kommunikationsplattformen für das europäische Regionalkommando der US-Streitkräfte um. Ihre Ausstattung glich mit Tankanlage und umfangreicher Kommunikationsausrüstung der der übrigen Kommandoflugzeuge. Unter dem Einsatznamen Silk Purse waren sie bis Ende 1991 in RAF Mildenhall, Großbritannien und auf Lajes Field auf den Azoren stationiert.
Eine EC-135H diente ab 1974 beim atlantischen Kommando auf der Langley Air Force Base in Virginia. Sie wurde 1988 zur P-Version umgebaut. Die übrigen vier legte die Luftwaffe ab 1991 still.

### EC-135J
Von 1965 bis 1967 wurden zunächst drei EC-135C durch das Programm Night Watch III mit modernerer Elektronik und einem geräumigeren Konferenzabteil ausgestattet und erhielten danach die Bezeichnung EC-135J. Sie standen den Oberbefehlshabern der US-Regierung als Befehlszentrale für den Notfall zur Verfügung. Die Luftwaffe stationierte sie bei ihrem Hauptquartier auf der Andrews Air Force Base nahe dem Regierungssitz Washington D.C. Eine davon befand sich ständig in Alarmbereitschaft für Night-Watch-Einsätze. Ab 1974 übernahm die Boeing E-4 diese Rolle von der EC-135J. Das SAC gab sie daraufhin weiter zur Joint Base Pearl Harbor-Hickam auf Hawaii, wo sie dem Kommandeur der Pacific Air Forces unter dem Einsatznamen Blue Eagle bis 1993 als fliegende Kommandozentrale dienten und ältere EC-135P ablösten. Im Februar 1980 kam eine vierte EC-135J hinzu, die als EC-135C in Hickam zuvor zwei Jahre als Trainingsflugzeug für Blue Eagle gedient hatte.

### EC-135K
Drei KC-135A ließ die Luftwaffe ab 1961 zu Kommandoposten EC-135K für das Tactical Air Command (TAC) umrüsten. Die Maschinen begleiteten und kontrollierten unter dem Namen Head Dancer vor allem die Verlegung von Kampfflugzeugverbänden von und nach Europa und Asien. Außerdem dienten sie als VIP-Transportflugzeug. Erstes derartiges Flugzeug war die 55-3118, die erste gebaute KC-135 überhaupt. Sie erhielt ab Januar 1961 durch das Umbauprogramm Pacer Daisy eine neue Inneneinrichtung mit Platz für die Einsatzleitung und neun Kommunikationsspezialisten. Der Tankausleger wurde entfernt, Antennen, Funkgeräte und Fernschreiber eingebaut. US-Außenminister Henry Kissinger nutzte diese Maschine in den 1970er Jahren für diskrete diplomatische Missionen, unter anderem weil sie weniger auffiel als die üblichen VIP-Flugzeuge VC-135B und VC-137.
1963 wollte die Luftwaffe zusätzliche Head Dancer anschaffen, bekam jedoch nur eine weitere genehmigt. Die KC-135A 62-3536, die zuvor bei der NASA für Parabelflüge zum Einsatz gekommen war, wurde 1970 zur zweiten EC-135K. Als sie 1977 verunglückte, rückte die vormals von der FAA genutzte 59-1518 Ende 1979 nach. Beide Maschinen blieben bis 1996 beim Tactical Air Command beziehungsweise seinem Nachfolger Air Combat Command, dann stellte die USAF die 55-3118 außer Dienst und verlegte die andere als C-135K für VIP-Flüge nach Hawaii.

### EC-135L
Lockheed baute zwischen 1965 und 1968 acht KC-135A zu EC-135L um. Das Strategic Air Command nutzte sie als Relaisstation für militärischen Funkverkehr zwischen den verschiedenen boden- und luftgestützten Befehlszentralen. Die Flugzeuge lösten in dieser Funktion die älteren EB-47L ab. Die EC-135L erhielten eine Funkausrüstung für verschlüsselte Kommunikation und Antennen am Rumpf. Der Tankausleger blieb, hinzu kam eine Betankungsanlage, um die Einsatzdauer durch Nachtanken ausdehnen zu können. Stationiert waren die EC-135L zunächst auf der Grissom Air Force Base, Indiana, der Lockbourne AFB, Ohio, und Minot AFB in North Dakota. Zwei Maschinen kamen 1967 vorübergehend im Vietnamkrieg zum Einsatz. Drei L-Modelle ließ die USAF 1970 zu Tankflugzeugen zurückbauen. Mindestens zwei der fliegenden Funkrelais nahmen 1990 am Zweiten Golfkrieg teil. Die fünf verbliebenen EC-135L flog die Luftwaffe 1992 zum AMARC.

### EC-135P
Die insgesamt sieben EC-135P dienten hauptsächlich als luftgestützte Befehlszentralen für das pazifische Regionalkommando der US-Streitkräfte (PACOM). Fünf EC-135A ließ die Luftwaffe ab 1965 für diesen Zweck leicht umrüsten, verlegte sie zur Joint Base Pearl Harbor-Hickam auf Hawaii und bezeichnete sie ab 31. März 1967 als EC-135P. Ihr Einsatzname beim PACOM lautete Blue Eagle. Die Pacific Air Forces nutzten sie außerdem als VIP-Flugzeuge. Ab 1973 wurden drei EC-135P zur Langley Air Force Base in Virginia verlegt, wo sie unter dem Einsatznamen Scope Light dem Atlantikkommando als Befehlszentralen dienten. Die beiden anderen Maschinen wurden zu Tankern KC-135A zurückgebaut, zum Ausgleich kamen EC-135J nach Hawaii. 1988 ergänzte eine vormalige EC-135H die Flotte. Als im Januar 1980 eine EC-135P durch ein Feuer zerstört wurde, ließ die Luftwaffe als Ersatz eine KC-135 für Blue Eagle umbauen. Diese Maschine hatte die NASA vorher für ihr Astronautentraining genutzt. Die P-Modelle wurden 1992 ausgemustert.

### EC-135Y
Die einzige EC-135Y entstand 1983 aus der NKC-135A mit dem Kennzeichen 55-3125. Die diente dem Kommandeur des Central Command (CENTCOM) neben einer EC-135N als luftgestützte Befehlszentrale und kam unter anderem im Zweiten Golfkrieg zum Einsatz. Sie wurde im Februar 1999 stillgelegt.

## Zwischenfälle

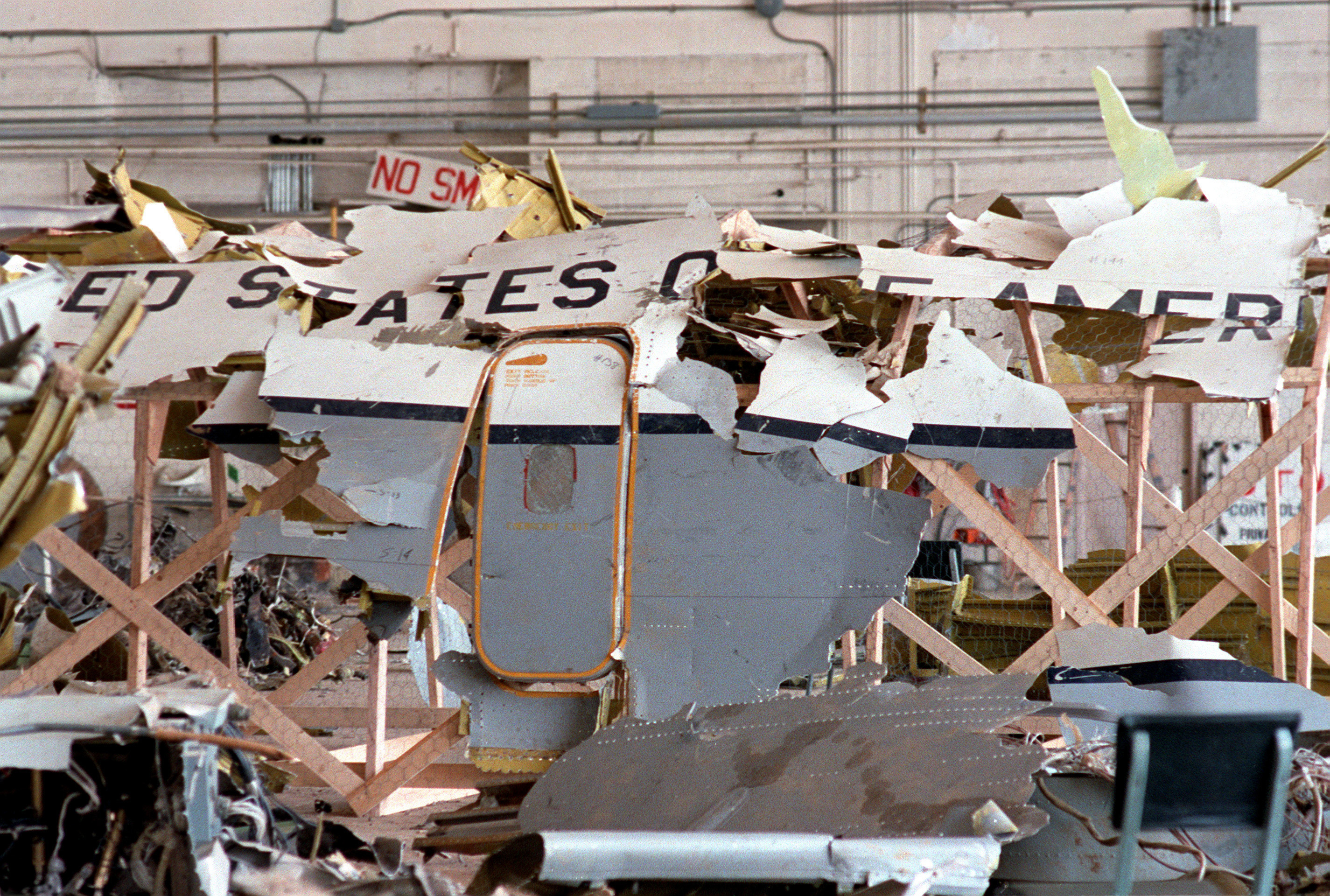
Zusammengesetzte Trümmerteile der zerstörten EC-135N 61-0328

Vier EC-135 gingen durch Unglücksfälle verloren, dabei starben insgesamt 41 Menschen.
- Die EC-135N mit dem Kennzeichen 61-0328 stürzte während eines Trainingsfluges am 6. Mai 1981 ab. Sie ging in einen Sturzflug über und explodierte noch vor dem Aufschlag auf den Boden nahe Walkersville, Maryland. Alle 21 Insassen kamen ums Leben. Der offizielle Unfallbericht gibt an, dass zum Zeitpunkt des Unglücks ein Gast auf einem der Pilotenplätze saß. Tatsächlich sollen auf beiden Pilotenplätzen die Ehefrauen zweier Besatzungsmitglieder gesessen haben, die nur zu Gast an Bord waren. Eine von ihnen steuerte das Flugzeug, bis es außer Kontrolle geriet. Die Piloten konnten nicht mehr rechtzeitig eingreifen.[1]

- Am 3. Januar 1980 brannte die EC-135P 58-0007 durch einen Kurzschluss auf der Langley Air Force Base in Virginia aus, ohne Opfer zu fordern.

- Die EC-135K 62-3536 prallte am 14. September 1977 unmittelbar nach dem Start von der Kirtland Air Force Base, New Mexico, gegen einen Berghang. Dabei starben alle 20 Personen an Bord.

- Eine EC-135J (62-3584) rutschte am 29. Mai 1992 bei der Landung auf der Pope Air Force Base, North Carolina, über die Bahn hinaus und zerbrach. Die Besatzung konnte sich retten.

## Technische Daten
| Kenngröße             | Daten der Boeing EC-135E                            |
| --------------------- | --------------------------------------------------- |
| Länge                 | 43,1 m                                              |
| Flügelspannweite      | 39,9 m                                              |
| Höhe                  | 12,7 m                                              |
| Tragflügelfläche      | 226 m²                                              |
| Antrieb               | Vier Pratt & Whitney TF33-PW-102 mit je 80 kN Schub |
| Höchstgeschwindigkeit | 910 km/h                                            |
| Einsatzradius         | 4.300 km                                            |
| Gipfelhöhe            | 10.000 m                                            |
| Leergewicht           | ca. 58 t                                            |
| Max. Startgewicht     | 136 t                                               |
| Besatzung             | 4 + 19                                              |